# Amed Pinto
Amed Pinto Islame (Santiago, Chile, 16 de diciembre de 1988) es un futbolista Chileno que juega como defensa en Deportes Santa Cruz de la Segunda División Profesional de Chile. Es hermano del futbolista seleccionado de Palestina Yashir Pinto.

## Carrera
Se inició como futbolista en el Club de Deportes Luis Matte Larraín donde tuvo buenos partidos lo que llevó que varios equipos de Primera División pero finalmente fue Barnechea que finalmente compra su carta donde jugó varios partidos en la Segunda división Profesional y que logra el ascenso a la Primera B, debido a la poca continuidad nuevamente es enviado a préstamo esta vez a Provincial Osorno donde fue titular indiscutido en el equipo. Terminando el año 2012 queda sin club debido a que el club es desafiliado por la ANFP. Posterior a eso el técnico Carlos Rojas lo llamó de Ñublense para contar con sus servicios, jugó la mayoría de los partidos que a la postre logró el ascenso a la Primera División. Hizo su debut en la división de honor del fútbol chileno en el partido contra O'Higgins por el Apertura 2013 que obtuvo como resultado 1-0 en favor del Capo de Provincia.

## Clubes
| Club                | País  | Año       |
| ------------------- | ----- | --------- |
| Luis Matte Larraín  | Chile | 2007-2009 |
| Barnechea           | Chile | 2010-2011 |
| Provincial Osorno   | Chile | 2012      |
| Ñublense            | Chile | 2012-2014 |
| Lota Schwager       | Chile | 2014-2015 |
| Deportes Santa Cruz | Chile | 2015      |